# Michèle Mouton
Michèle Mouton (Grasse, 23 giugno 1951) è un'ex pilota di rally e dirigente sportivo francese, tra le poche donne ad avere vinto gare valide per competizioni di serie mondiali; dal 2009 è dirigente della Federazione Internazionale dell'Automobile.

## Biografia

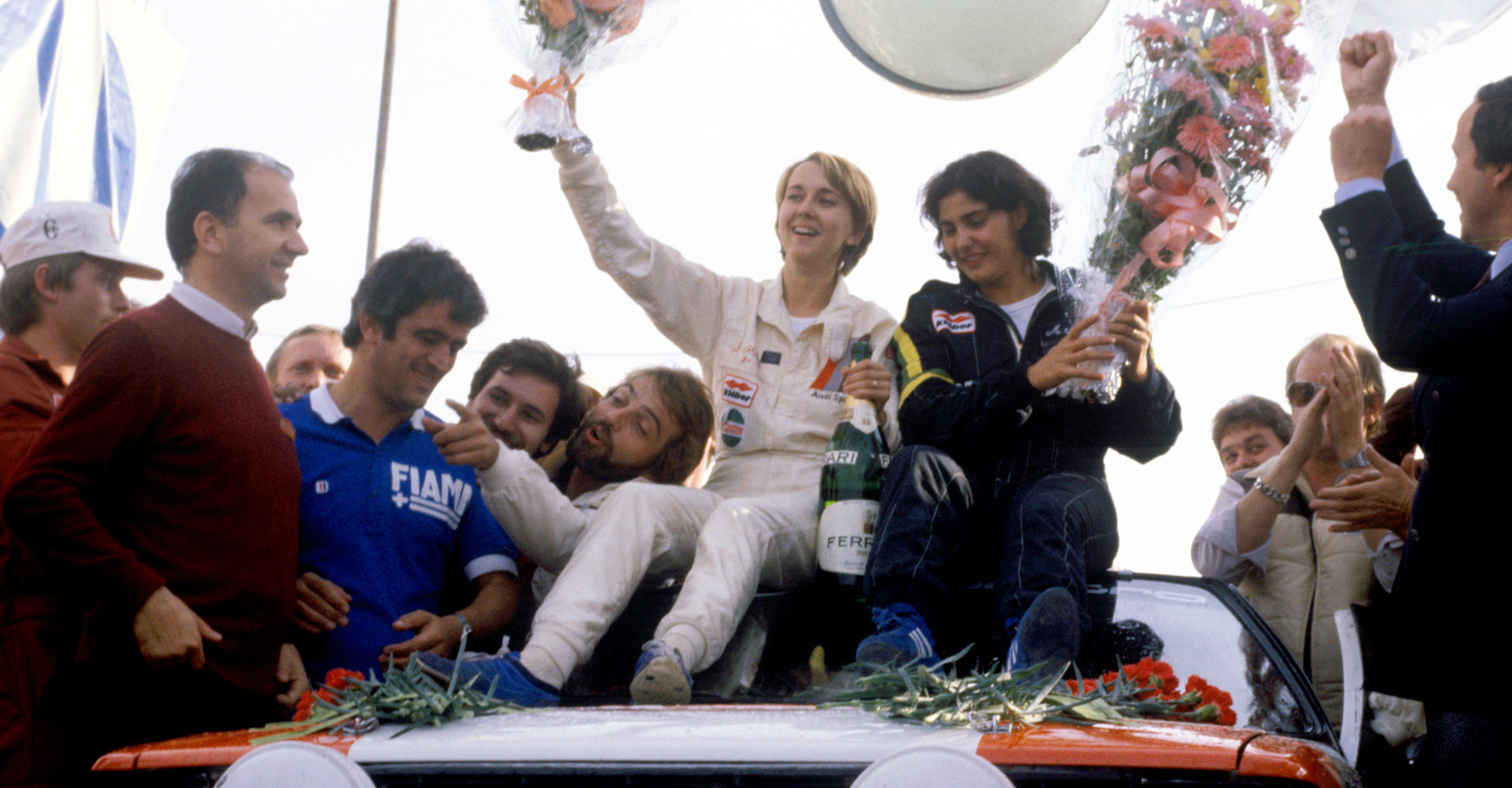
Mouton (a destra) e Fabrizia Pons festeggiano nel 1981 la loro storica vittoria al Rally di Sanremo, la prima per un equipaggio femminile nel campionato del mondo rally

Nel 1975 aveva preso parte alla 24 Ore di Le Mans in un team tutto femminile classificandosi 21ª a 67 giri di distacco dai vincitori Jacky Ickx e Derek Bell.
Nel 1981, in coppia con la sua navigatrice italiana Fabrizia Pons, stabilì un record diventando, al Rally di Sanremo, la prima donna ad aggiudicarsi una tappa del Campionato Mondiale Rally. Nel 1982 vinse tre gare (Portogallo, Brasile e Acropoli) alla guida di un'Audi quattro e arrivò vicina al titolo, battuta da Walter Röhrl a causa della rottura della trasmissione della sua vettura che non le permise di vincere il Rally della Costa d'Avorio.
Nel 1984 e 1985 vinse con l'Audi Sport quattro la Pikes Peak International Hill Climb negli Stati Uniti d'America, prima donna a riuscirvi stabilendo anche il record del tracciato.
Nel 1986 passò alla squadra Peugeot Talbot Sport Deutschland, vincendo il campionato tedesco rally con la Peugeot 205 Turbo 16; corse inoltre alcune prove mondiali, di cui l'ultima fu il Tour de Corse 1986 nel quale si ritirò per problemi al cambio. In seguito all'abolizione delle vetture di Gruppo B decise di ritirarsi dalle corse. Nel 1988 promosse, insieme a Fredrik Johnson, la Corsa dei Campioni in onore di Henri Toivonen.
Insieme a Jutta Kleinschmidt, Danica Patrick e Lella Lombardi costituisce il ristretto gruppo di donne pilota vincitrici di gare valide per competizioni di serie mondiali.
Nel 2008, a ventidue anni di distanza dal suo ritiro, Mouton tornò al volante all'International Rally of Otago in Nuova Zelanda, prova del campionato montagna, di nuovo con Fabrizia Pons al suo fianco; la coppia chiuse al 34º posto.
Presiede dal 2009, anno della sua istituzione, la Commissione Donne negli Sport Motoristici della Federazione Internazionale dell'Automobile.

## Palmarès

### Mondiale rally
Classifica piloti
| Anno | Vettura               | Copilota          | Pos. | Pt. |
| ---- | --------------------- | ----------------- | ---- | --- |
| 1979 | Fiat 131 Abarth Rally | Françoise Conconi | 21ª  | 12  |
| 1980 | Fiat 131 Abarth Rally | Annie Arrii       | 23ª  | 12  |
| 1981 | Audi quattro          | Fabrizia Pons     | 8ª   | 30  |
| 1982 | Audi quattro          | Fabrizia Pons     | 2ª   | 97  |
| 1983 | Audi quattro          | Fabrizia Pons     | 5ª   | 53  |
| 1984 | Audi quattro          | Fabrizia Pons     | 12ª  | 25  |

Podi
Sono nove i podi conquistati dalla Mouton in gare del mondiale WRC.
| # | Anno | Rally                  | Copilota      | Vettura      | Pos. |
| - | ---- | ---------------------- | ------------- | ------------ | ---- |
| 1 | 1981 | Rally di Sanremo       | Fabrizia Pons | Audi quattro | 1ª   |
| 2 | 1982 | Rally del Portogallo   | Fabrizia Pons | Audi quattro | 1ª   |
| 3 | 1982 | Rally dell'Acropoli    | Fabrizia Pons | Audi quattro | 1ª   |
| 4 | 1982 | Rally del Brasile      | Fabrizia Pons | Audi quattro | 1ª   |
| 5 | 1982 | Rally di Gran Bretagna | Fabrizia Pons | Audi quattro | 2ª   |
| 6 | 1983 | Rally del Portogallo   | Fabrizia Pons | Audi quattro | 2ª   |
| 7 | 1983 | Safari Rally           | Fabrizia Pons | Audi quattro | 3ª   |
| 8 | 1983 | Rally d'Argentina      | Fabrizia Pons | Audi quattro | 3ª   |
| 9 | 1984 | Rally di Svezia        | Fabrizia Pons | Audi quattro | 2ª   |

### Risultati completi
| 1974 | Scuderia | Vettura                  |  |  |  |  |  |  |  |    |  |  |  |  |  | Punti | Pos. |
| ---- | -------- | ------------------------ |  |  |  |  |  |  |  | -- |  |  |  |  |  | ----- | ---- |
| 1974 | Privata  | Alpine-Renault A110 1800 |  |  |  |  |  |  |  | 12 |  |  |  |  |  | [ 6 ] |      |

| 1975 | Scuderia | Vettura                  |  |  |  |  |  |  |  |  |   |  |  |  |  | Punti | Pos. |
| ---- | -------- | ------------------------ |  |  |  |  |  |  |  |  | - |  |  |  |  | ----- | ---- |
| 1975 | Privata  | Alpine-Renault A110 1800 |  |  |  |  |  |  |  |  | 7 |  |  |  |  | [ 6 ] |      |

| 1976 | Scuderia | Vettura                              |    |  |  |  |  |  |  |     |     |  |  |  |  | Punti | Pos. |
| ---- | -------- | ------------------------------------ | -- |  |  |  |  |  |  | --- | --- |  |  |  |  | ----- | ---- |
| 1976 | Privata  | Alpine-Renault A110 1800 Alpine A310 | 11 |  |  |  |  |  |  | Rit | Rit |  |  |  |  | [ 6 ] |      |

| 1977 | Scuderia | Vettura                                       |    |  |  |  |  |  |  |  |  |   |  |  |  | Punti | Pos. |
| ---- | -------- | --------------------------------------------- | -- |  |  |  |  |  |  |  |  | - |  |  |  | ----- | ---- |
| 1977 | Privata  | Autobianchi A112 Abarth Fiat 131 Abarth Rally | 24 |  |  |  |  |  |  |  |  | 8 |  |  |  | [ 7 ] |      |

| 1978 | Scuderia | Vettura                                 |   |  |  |  |  |  |  |  |  |   |  |  |  | Punti | Pos. |
| ---- | -------- | --------------------------------------- | - |  |  |  |  |  |  |  |  | - |  |  |  | ----- | ---- |
| 1978 | Privata  | Lancia Stratos HF Fiat 131 Abarth Rally | 7 |  |  |  |  |  |  |  |  | 5 |  |  |  | [ 7 ] |      |

| 1979 | Scuderia    | Vettura               |   |  |  |  |  |  |  |  |  |   |  |  |  | Punti | Pos. |
| ---- | ----------- | --------------------- | - |  |  |  |  |  |  |  |  | - |  |  |  | ----- | ---- |
| 1979 | Fiat France | Fiat 131 Abarth Rally | 7 |  |  |  |  |  |  |  |  | 5 |  |  |  | 12    | 21º  |

| 1980 | Scuderia    | Vettura               |   |  |  |  |  |  |  |  |  |   |  |  |  | Punti | Pos. |
| ---- | ----------- | --------------------- | - |  |  |  |  |  |  |  |  | - |  |  |  | ----- | ---- |
| 1980 | Fiat France | Fiat 131 Abarth Rally | 7 |  |  |  |  |  |  |  |  | 5 |  |  |  | 12    | 23º  |

| 1981 | Scuderia   | Vettura      |     |  |   |  |     |     |  |  |    |   |  |     |  | Punti | Pos. |
| ---- | ---------- | ------------ | --- |  | - |  | --- | --- |  |  | -- | - |  | --- |  | ----- | ---- |
| 1981 | Audi Sport | Audi quattro | Rit |  | 4 |  | Rit | Rit |  |  | 13 | 1 |  | Rit |  | 30    | 8º   |

| 1982 | Scuderia   | Vettura      |     |   |   |  |   |   |     |   |     |   |     |   |  | Punti | Pos. |
| ---- | ---------- | ------------ | --- | - | - |  | - | - | --- | - | --- | - | --- | - |  | ----- | ---- |
| 1982 | Audi Sport | Audi quattro | Rit | 5 | 1 |  | 7 | 1 | Rit | 1 | Rit | 4 | Rit | 2 |  | 97    | 2º   |

| 1983 | Scuderia   | Vettura            |     |   |   |   |     |     |     |   |    |   |  |     |  | Punti | Pos. |
| ---- | ---------- | ------------------ | --- | - | - | - | --- | --- | --- | - | -- | - |  | --- |  | ----- | ---- |
| 1983 | Audi Sport | Audi quattro A1-A2 | Rit | 4 | 2 | 3 | Rit | Rit | Rit | 3 | 16 | 7 |  | Rit |  | 53    | 5º   |

| 1984 | Scuderia   | Vettura                       |  |   |  |     |  |     |  |  |     |  |  |   |  | Punti | Pos. |
| ---- | ---------- | ----------------------------- |  | - |  | --- |  | --- |  |  | --- |  |  | - |  | ----- | ---- |
| 1984 | Audi Sport | Audi quattro A2-Sport quattro |  | 2 |  | Rit |  | Rit |  |  | Rit |  |  | 4 |  | 25    | 12º  |

| 1985 | Scuderia   | Vettura            |  |  |  |  |  |  |  |  |  |  |     |  |  | Punti | Pos. |
| ---- | ---------- | ------------------ |  |  |  |  |  |  |  |  |  |  | --- |  |  | ----- | ---- |
| 1985 | Audi Sport | Audi Sport quattro |  |  |  |  |  |  |  |  |  |  | Rit |  |  | 0     |      |

| 1986 | Scuderia                                 | Vettura                                      |     |  |  |  |     |  |  |  |  |  |  |  |  | Punti | Pos. |
| ---- | ---------------------------------------- | -------------------------------------------- | --- |  |  |  | --- |  |  |  |  |  |  |  |  | ----- | ---- |
| 1986 | Peugeot Deutschland Peugeot Talbot Sport | Peugeot 205 Turbo 16 Peugeot 205 Turbo 16 E2 | Rit |  |  |  | Rit |  |  |  |  |  |  |  |  | 0     |      |

| Legenda | 1º posto | 2º posto | 3º posto | A punti | Senza punti | Ritirato | Squalificato | NP=Non partito C=Gara cancellata | Apice=Power stage |

## Altri risultati
1984
- al Pikes Peak International Hillclimb su Audi Sport quattro S1

1985
- al Pikes Peak International Hillclimb su Audi Sport quattro S1 E2

1986
- al Campionato tedesco rally su Peugeot 205 T16 E2